# Тайога (окръг, Пенсилвания)
Окръг Тайога (на английски: Tioga County) е окръг в щата Пенсилвания, Съединени американски щати. Площта му е 2945 km², а населението - 40 793 души (2017). Административен център е град Уелсбъро.